# José Luis Soberanes Reyes
José Luis Soberanes Reyes (Culiacán, Sinaloa, 18 de mayo de 1950) es una político mexicano, miembro del Partido Revolucionario Institucional (PRI). Ha sido entre varios cargos, senador de 1994 a 2000.

## Biografía
Es ingeniero civil egresado del Instituto Tecnológico y de Estudios Superiores de Monterrey (ITESM) y tiene una maestría en Planeación Urbana y en Investigación de Operaciones en la Universidad de Pensilvania. Fue maestro en la División de Estudios de Posgrado de la Facultad de Ingeniería de la Universidad Nacional Autónoma de México (UNAM) de 1978 a 1980. Es miembro de la Academia Mexicana de Informática, A. C., y del Colegio de Ingenieros Civiles, A. C.
De 1971 a 1973 fue consultor de Sistemas de Ingeniería y Tecnología Ambiental; a partir de 1977 fue miembro activo del PRI, de 1977 a 1979 fue asesor técnico en la Subsecretaría de Asentamientos Humanos de la entonces Secretaría de Asentamientos Humanos y Obras Públicas (SAHOP) y de 1979 a 1982 fue director técnico de Estudios y Proyectos en Planeación Urbana y Regional de ACE Ingenieros Consultores.
En 1982 fue coordinador de Vialidad y Transporte en la comisión de Estudios del Distrito Federal y Zona Metropolitana del Centro de EStudios Políticos, Económicos y Sociales (CEPES) del PRI. En 1983, al iniciar el gobierno de Miguel de la Madrid y secretario de Programación y Presupuesto Carlos Salinas de Gortari, fue nombrado de dicho año a 1985 director coordinador de la Dirección General de Programación y Presupuesto Regional de dicho dependencia y en 1985 fue coordinador ejecutivo de la Subsecretaría de Planeación del Desarrollo. De 1985 a 1988 fue director general de Política Informática del Instituto Nacional de Estadística, Geografía e Informática (INEGI) y de 1988 a 1990 fue director de Operaciones Urbanas de Distribuidora Conasupo (DICONSA).
En 1990 ingresó al círculo más cercano de Luis Donaldo Colosio, llegando a ser considerado junto a Samuel Palma César como uno de sus más cercanos colaboradores; fue nombrado entonces de 1990 a 1992 como tesorero general del comité nacional del PRI siendo Colosio su presidente, y cuando en 1992 fue nombrado titular de la Secretaría de Desarrollo Social, entonces designó a Soberanes como subsecretario de Desarrollo Urbano e Infraestructura de la misma secretaría. En 1993 al ser postulado Colosio candidato del PRI a la presidencia de México, Soberanes renunció a la subsecretaría y se unió a su campaña, donde permaneció hasta el su asesinato.
Entonces, en 1994 fue postulado candidato del PRI a senador por Sinaloa en primera fórmula y resultando elegido, para las Legislaturas LVI y LVII que concluyeron en 2000. En estas legislatura fue presidente de la comisión de Desarrollo Social; e integrante de las comisiones de Desarrollo Urbano y Vivienda; Especial de atención y seguimiento a las indagaciones del proceso en torno al homicidio del C. Luis Donaldo Colosio Murrieta; de Hacienda y Crédito Público; de Agricultura, Ganadería y Desarrollo Rural; y, de Derecho del Mar y Pesca.
El 23 de marzo de 1999 se registró, como candidato a secretario general del PRI en fórmula con Rodolfo Echeverría Ruiz como candidato a la presidencia; en la elección del liderazgo del PRI de aquel año, enfrentándose  a la fórmula de José Antonio González Fernández y Dulce María Sauri Riancho; sin embargo, alejando falta de equidad, se retiraron del proceso electoral antes de que se llevar a cabo. De 2001 a 2004 fue nombrado cónsul general de México en Sacramento, Estados Unidos. En 2010, el gobernado del estado de México, Enrique Peña Nieto, lo nombró director general de Gobierno de la región Naucalpan, y el mismo año, subsecretario la Zona Nororiente del Valle de México de la secretaría de Desarrollo Social del estado. De 2013 a 2014, ya siendo Peña Nieto presidente de México, es nombrado director general de Enlace Federal de la Secretaría de Gobernación, siendo su titular Miguel Ángel Osorio Chong.
El 4 de marzo de 2014 fue nombrado presidente del Consejo Consultivo del Sistema Estatal para el Desarrollo Social de Puebla por el gobernador Rafael Moreno Valle Rosas, que el 23 de marzo de 2015 lo nombró titular de la Secretaría de Desarrollo Social de su gobierno, para sustiuir a Luis Banck Serrato. En 2016, al asumir Blanck la Presidencia municipal de Puebla lo nombra coordinador general del Instituto Municipal de Planeación, y el 25 de abril de 2018, secretario del Ayuntamiento de Puebla.